# Canais Globo
Canais Globo est le plus grand diffuseur de télévision par abonnement d'Amérique latine. Il appartient au groupe Globo, qui possède aussi le réseau de télévision gratuit Rede Globo. Globosat canais, littéralement les chaines de Globosat, existe depuis 1991.
Son siège social se situe à Rio de Janeiro, dans le quartier de Rio Comprido.
Fort présent sur internet, la structure et la gestion du groupe, son innovation et sa créativité, lui ont offert une réputation dans le secteur publicitaire, les quatre chaines brésiliennes les plus admirées pour ces critères sont du réseau Globosat.[réf. nécessaire]

## Les chaines de Globosat
Il y en a en tout 30 chaînes [Quand ?] :
- Canal Brasil
- Canal Off
- Canal Futura
- Canal Viva
- Combate
- Globo News
- Globosat HD
- GNT
- Megapix, Megapix HD
- Multishow, Multishow HD
- PFC
- PFC Internacional
- Rede Telecine un bouquet de chaînes
  - Telecine Action, Telecine Action HD
  - Telecine Fun, Telecine Fun HD
  - Telecine Pipoca, Telecine Pipoca HD
  - Telecine Premium, Telecine Premium HD
  - Telecine Cult
- SporTV
  - SporTV
  - SporTV 2
  - SporTV3
  - SporTV HD
- Universal Channel
- Sexy Hot
- For Man
- Playboy TV
  - Venus
  - Private
  - Playboy TV movies